# Efe Ajagba
Efe Ajagba (* 22. April 1994 in Ughelli, Delta, Nigeria) ist ein nigerianischer Profiboxer im Schwergewicht.

## Amateurkarriere
Ajagba begann 2011 mit dem Boxsport und kämpfte als Amateur im Superschwergewicht. Er gewann die nigerianischen Meisterschaften 2015, die Afrikaspiele 2015 und die afrikanische Olympiaqualifikation 2016. Bei den Olympischen Spielen 2016 in Rio de Janeiro gewann er im Achtelfinale vorzeitig gegen Nigel Paul, unterlag jedoch im Viertelfinale nach Punkten gegen Iwan Dytschko. Zudem war er Bronzemedaillengewinner der Commonwealth Games 2014 nach Halbfinalniederlage gegen Joseph Goodall. Insgesamt gewann er 41 von 43 Kämpfen, davon 30 vorzeitig.

## Profikarriere
Der Normalausleger stand seit 2016 bei der von Richard Schaefer gegründeten Promotionsfirma Ringstar Sportsunter Vertrag und gewann sein Profidebüt am 30. Juli 2017 durch K.o. in der ersten Runde gegen Tyrrell Herndon. Im August 2020 wechselte er zu Bob Arums Boxpromotion Top Rank. 

## Liste der Profikämpfe
| 20 Siege (14 K.-o.-Siege), 1 Niederlagen, 0 Unentschieden |               |                                            |                                                                                                |                                            |
| Jahr                                                      | Tag           | Ort                                        | Gegner                                                                                         | Ergebnis für Ajagba                        |
| 2017                                                      | 30. Juli      | Rabobank Theater, Bakersfield, USA         | Tyrell Herndon                                                                                 | Sieg / KO 1. Runde                         |
| 2017                                                      | 21. Oktober   | Prudential Center, Newark, USA             | Luke Lyons                                                                                     | Sieg / TKO 1. Runde                        |
| 2017                                                      | 4. November   | Barclays Center, Brooklyn, USA             | Rodney Hernandez                                                                               | Sieg / TKO 5. Runde                        |
| 2018                                                      | 10. März      | Freeman Coliseum, San Antonio, USA         | Antonio Johnson                                                                                | Sieg / KO 1. Runde                         |
| 2018                                                      | 26. Mai       | Beau Rivage, Biloxi, USA                   | Dell Long                                                                                      | Sieg / KO 1. Runde                         |
| 2018                                                      | 24. August    | Minneapolis Armory, Minneapolis, USA       | Curtis Harper                                                                                  | Sieg / Disqualifikation 1. Runde           |
| 2018                                                      | 30. September | Citizens Business Bank Arena, Ontario, USA | Nick Jones                                                                                     | Sieg / KO 1. Runde                         |
| 2018                                                      | 22. Dezember  | Barclays Center, Brooklyn, USA             | Santino Turnbow                                                                                | Sieg / TKO 1. Runde                        |
| 2019                                                      | 9. März       | Dignity Health Sports Park, Carson, USA    | Amir Mansour                                                                                   | Sieg / Aufgabe 2. Runde                    |
| 2019                                                      | 27. April     | Cosmopolitan of Las Vegas, Las Vegas, USA  | Michael Wallisch                                                                               | Sieg / TKO 2. Runde                        |
| 2019                                                      | 20. Juli      | MGM Grand Garden Arena, Las Vegas, USA     | Ali Eren Demirezen                                                                             | Punktsieg (einstimmig) / 10 Runden         |
| 2019                                                      | 21. Dezember  | Toyota Arena, Ontario, USA                 | Iago Kiladze                                                                                   | Sieg / KO 5. Runde                         |
| 2020                                                      | 7. März       | Barclays Center, Brooklyn, USA             | Razvan Cojanu                                                                                  | Sieg / TKO 9. Runde                        |
| 2020                                                      | 19. September | The Bubble, Las Vegas, USA                 | Jonathan Rice                                                                                  | Punktsieg (einstimmig) / 10 Runden         |
| 2021                                                      | 10. April     | Osage Casino, Tulsa, USA                   | Brian Howard                                                                                   | Sieg / KO 3. Runde                         |
| 2021                                                      | 9. Oktober    | T-Mobile Arena, Las Vegas, USA             | Frank Sánchez WBC-Continental Schwergewicht-Meisterschaft WBO-NABO-Schwergewicht-Meisterschaft | Punktniederlage (einstimmig) / 10 Runden   |
| 2022                                                      | 27. August    | Hard Rock Hotel & Casino, Tulsa, USA       | József Darmos                                                                                  | Sieg / TKO 2. Runde                        |
| 2023                                                      | 14. Januar    | Turning Stone Resort & Casino, Verona, USA | Stephan Shaw                                                                                   | Punktsieg (einstimmig) / 10 Runden         |
| 2023                                                      | 26. August    | Hard Rock Hotel & Casino, Tulsa, USA       | Zhan Kossobutskiy WBC-Silber Schwergewicht-Meisterschaft                                       | Sieg / Disqualifikation 4. Runde           |
| 2023                                                      | 4. November   | Tahoe Blue Event Center, Lake Tahoe, USA   | Joseph Goodall WBC-Silber Schwergewicht-Titelverteidigung                                      | Sieg / TKO 4. Runde                        |
| 2024                                                      | 13. April     | American Bank Center, Corpus Christi, USA  | Guido Vianello WBC-Silber Schwergewicht-Titelverteidigung                                      | Punktsieg (Mehrheitsentscheid) / 10 Runden |
| Quelle: Efe Ajagba in der BoxRec-Datenbank                |               |                                            |                                                                                                |                                            |